# Шитубек (Актюбинская область)
Шитубек (каз. Шитүбек) — село в Темирском районе Актюбинской области Казахстана. Входит в состав Кенестуского сельского округа. Код КАТО — 155641600.

## Население
В 1999 году население села составляло 405 человек (281 мужчина и 124 женщины). По данным переписи 2009 года, в селе проживало 168 человек (78 мужчин и 90 женщин).